# Anisoplia bromicola
Anisoplia bromicola är en skalbaggsart som beskrevs av Ernst Friedrich Germar 1817. Anisoplia bromicola ingår i släktet Anisoplia och familjen Rutelidae. Inga underarter finns listade i Catalogue of Life.